# Baía de Mikawa

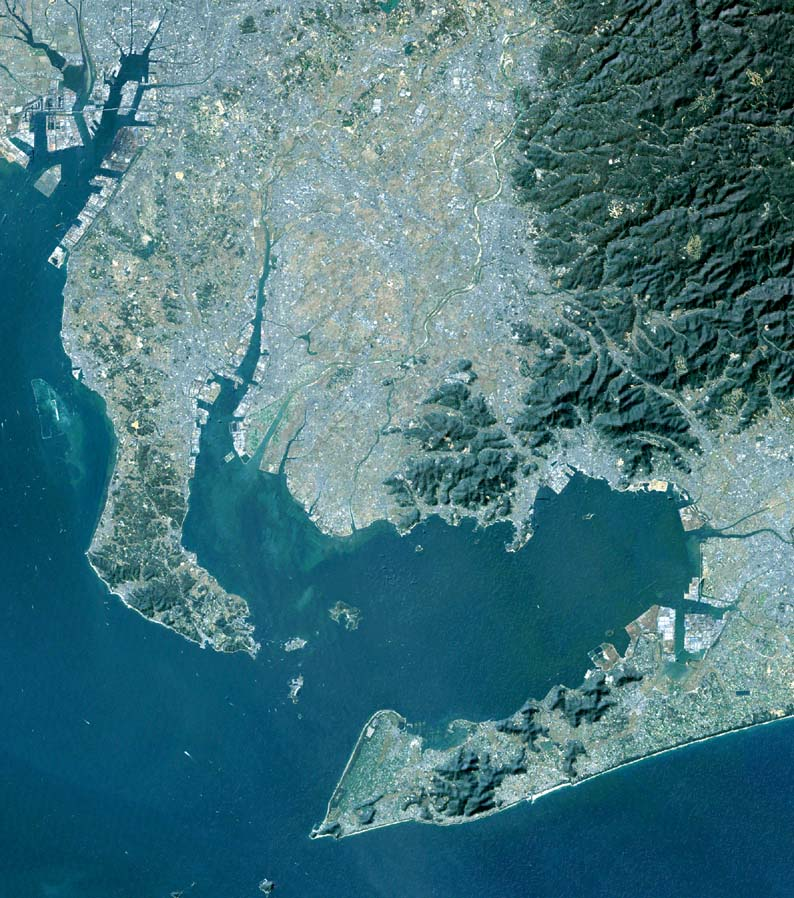
Fotografia de satélite da baía de Mikawa

A baía de Mikawa (em japonês, 三河湾 Mikawa-wan) é uma baía situada no sul da província de Aichi, no Japão, e rodeada pela península de Chita a oeste e pela península de Atsumi a leste e a sul. A baía tem uma área de aproximadamente 604 km², que nos últimos anos viu aumentar a poluição nas suas águas.